# Kiran Desai
Kiran Desai (Chandigar, 3 de setembre de 1971) és una escriptora índia. La seva novel·la L'herència de la pèrdua va guanyar el Premi Man Booker i el premi del National Book Critics Circle.
Filla de la també novel·lista Anita Desai, ha viscut a Anglaterra i els Estats Units. La seva primera novel·la, Hullabaloo in the Guava Orchard (1998), va ser valorada per figures com Salman Rushdie i va guanyar el Premi Betty Trask. La segona novel·la, L'herència de la pèrdua, va ser molt apreciada tant als Estats Units com a Europa i Àsia.

## Obres
- Hullabaloo in the Guava Orchard.  Faber and Faber, 1998. ISBN 0-571-19336-6.
- L'herència de la pèrdua.  Hamtish Hamilton Ltd, 2006. ISBN 0-241-14348-9.